# Elizabeth Boleyn
Elizabeth Boleyn grevinde af Wiltshire (født ca. 1480, død 3. april 1538) blev født som komtesse (lady) Elizabeth Howard og var den ældste af Thomas Howard, 2. hertug af Norfolk og dennes første kone Elizabeth Tilneys to døtre. Ved ægteskabet med Thomas Boleyn fik hun titlerne grevinde af Wiltshire, grevinde af Ormonde og vicomtesse af Rochford. Hun var et særdeles godt parti da hun var direkte efterfølger af Kong Edward d. 1 og derfor havde krav på tronen . Hun er mest kendt for at havde været mor til Mary Boleyn, der ifølge rygter skulle været blevet mor til to af Henrik 8. af Englands børn, og Anne Boleyn, der blev hans anden dronning af England. Gennem Annes ægteskab med kong Henrik blev hun mormor til den senere dronning Elizabeth 1. af England. 

## Ægteskab
Meget lidt om hendes liv er kendt, men gennem fortællinger, myter og dokumenter fås et billede af hendes liv. 
Hendes familie overlevede faldet af deres tronfølger Richard 3. af England, der faldt under slaget ved Bosworth i 1485. Elizabeth blev anbragt ved det kongelige hof under Henrik 7. af England, da hun stadig var barn. Det var der, hun mødte og ca. 1498 giftede sig med Thomas Boleyn, en ambitiøs ung hofmand. Ifølge Thomas, blev Elizabeth gravid adskillige gange, men kun fem graviditeter fuldførtes, og kun tre børn levede til de blev voksne:
- Mary Boleyn (ca. 1499–19. juli 1543) – gift med William Carey og efter dennes død gift med William Stafford
- Anne Boleyn (mellem 1501 og 1507–19. maj 1536) – gift med kong Henrik 8. af England og mor til dronning Elizabeth 1. af England.
- George Boleyn (ca. 1504 –17. maj 1536) – der blev vicegreve af Rochford og gift med Jane Parker
- Thomas Boleyn – menes af været død som barn
- Henry Boleyn – menes af været død som barn

## Livet som hofdame
Elizabeth Boleyn var hofdame for to af Englands dronninger. Først for dronning Elizabeth af York, og derefter for dronning Katharina af Aragonien. Ifølge rygterne var Elizabeth selv en særdeles attraktiv kvinde, og hun var muligvis også en overgang var Henrik den 7. elskerinde, og Anne derfor kunne være Henrik den 7. datter. Til trods for ihærdige undersøgelser er påstanden blevet afvist, og Henrik benægtede også dette rygte. Derfor er de fleste historikere nu enige om, at rygtet opstod, da Henrik d. 8 besluttede sig for at skille sig af med Anne, og plette hendes i forvejen blakkede ry . 

## Skandalen omkring Boleyn-pigerne
I 1519 boede begge Elizabeths døtre, Mary og Anne, i Frankrig og tjente den franske dronning Claude af Frankrig som hofdamer. Ifølge papir fra den franske konge til den pavelige gesandt 15 år senere omtalte Frans 1. af Frankrig Mary som:” min engelske hoppe”, og senere:” en god luder, den mest berygtede af alle” .
Ifølge historikeren M.L. Bruce havde både Elizabeth og Thomas:” udpræget fjendtlige følelser” overfor Mary, der senere kun ville forstærke dette bånd. Omkring 1520 lykkedes det forældrene at arrangere ægteskab mellem William Carey, en respekteret mand i statsrådet, og Mary. Det var efter det ægteskab, at Mary blev Henrik den 8. elskerinde, men præcis hvordan og hvornår vides ikke da forholdet blev holdt skjult. Mens forholdet mellem kongen og Mary var aktuelt, fødte Mary først datteren, Catherine, og senere sønnen Henry. Mange mente, og mener stadig, at det ikke var William Carey, hvis navn blev givet til begge børnene, der var faderen, men selveste kongen. 
I modsætning til Mary menes Elizabeth at havde haft et nært forholdt til sin yngste datter, Anne. Det bemærkes ved at Elizabeth stod for Annes tidlige uddannelse og sørgede for, at hun lærte musik og religion såvel som broderi, læsning og skrivning. I 1525 faldt kong Henrik d. 8 for Anne, og Elizabeth blev hendes anstandsdame. Hun sørgede for at kongen ikke kom for tæt på Anne, men samtidigt også tæt nok til at holde ham til ilden. Elizabeth var ved Annes side, da hun oplevede sin første politiske succes, da hun fik væltet Boleyns fjende kardinal Thomas Wolsey af magten og blev kronet som dronning fire år senere. 
Elizabeth valgte derfor, som resten af familien, side mod Mary, da hun blev forvist fra hoffet i 1535 efter at havde indgået ægteskab uden familiens velsignelse med soldaten William Stafford. Mary havde håbet på sin søsters støtte, men hun var rasende over sin storesøsters manglende etikette og nægtede at hjælpe hende. 
Kun et år efter denne strid oplevede Boleyn-familien begyndelsen til dens fald. Kongen besluttede at stille sig af med Anne for at kunne gifte sig med sin seneste elskerinde, Jane Seymour, og derigennem få den søn, han brændende ønskede sig. Det fik fatale følger for resten af familien.
Anne og hendes bror, George, blev sammen med fire af Annes tilbedere dømt til døden. Mændene blev halshugget den 17. maj 1536, mens Anne fik tilbuddet om at blive skånet, hvis hun underskrev en  annullering af ægteskabet med kongen og gjorde deres eneste datter til bastard og fratog pigens krav på den engelske trone . Men til trods for Anne underskrev, blev hun halshugget den 19. maj af en speciel indbudt fransk bøddel kun hentet til denne lejlighed. 
Efter sin families fald trak Elizabeth sig tilbage til familiens landsted Hever Castle, Kent. Hun døde kun to år efter den 3. april 1538 , mens hendes mand Thomas døde det efterfølgende år.

## Fodnote
1. ↑  "Elizabeth Howard". Arkiveret fra originalen 19. juni 2010. Hentet 22. juli 2010.
2. ↑  "Profile on Elizabeth Jane Howard". Arkiveret fra originalen 7. januar 2009. Hentet 22. juli 2010.
3. ↑  "Mary Boleyn". Arkiveret fra originalen 22. september 2010. Hentet 22. juli 2010.
4. ↑  "The Elizabeth Files » The Fall of Anne Boleyn". Arkiveret fra originalen 14. februar 2011. Hentet 22. juli 2010.
5. ↑  Genealogy for Elizabeth Boleyn (Howard), Countess of Wiltshire (c.1480 - 1538)  family tree on Geni, with over 140 million profiles of ancestors and living relatives.